# Callum Skinner
Callum Skinner (ur. 20 sierpnia 1992 w Glasgow) – brytyjski kolarz specjalizujący się w torowej odmianie tego sportu.

## Wczesne życie
Callum Skinner urodził się w szkockim Glasgow. W wieku dwunastu lat przeprowadził się do Edynburgu. W 2004 roku zajął się kolarstwem po zwycięstwach Chrisa Hoya na Letnich Igrzyskach Olimpijskich 2004 w Atenach.
W 2008 roku został młodzieżowym mistrzem Wielkiej Brytanii, bijąc rekord dla swojej grupy wiekowej Zjednoczonego Królestwa Chrisa Hoya. W tym samym roku otrzymał nagrodę dla najbardziej obiecującego młodego kolarza torowego od samego Hoya.

## Kariera
Skinner rywalizował, reprezentując Szkocję, w sprincie drużynowym podczas Igrzysk Wspólnoty Narodów 2010, kończąc zmagania na czwartym miejscu. Nie dostał szansy na wystartowanie na Letnich Igrzyskach Olimpijskich 2016 z powodu guza na szyi pod koniec 2011 roku, którego lekarze uważali początkowo za chłoniaka. Biopsja pokazała później, że guz nie jest nowotworem.
W 2014 roku ponownie reprezentował Szkocję na Igrzyskach Wspólnoty Narodów. Znaczący sukces odniósł na Mistrzostwach Wielkiej Brytanii, wygrywając cztery konkurencje. W listopadzie tego samego roku został mistrzem Europy w jeździe indywidualnej na czas na 1 km.
W styczniu 2016 roku został członkiem drużyny, która wygrała klasyfikację generalną Pucharu Świata w sprincie drużynowym w Hongkongu. W marcu na Mistrzostwach Świata 2016 zajął ósmą pozycję w sprincie indywidualnym.
Na igrzyskach olimpijskich w Rio de Janeiro był częścią drużyny obok Philipa Hindesa i Jasona Kenny’ego, z którym zdobył złoty medal w sprincie drużynowym, ustanawiając rekord olimpijski w finale przeciwko Nowej Zelandii. Otrzymał także srebrny medal w sprincie indywidualnym, przegrywając w finale ze swoim kolegą z reprezentacji, Jasonem Kennym 0–2.